# 폴리에스테르 수지
폴리에스테르 수지(polyester resin)는 산성을 띄는 유기산과 당알코올을 반응시켜 만든 합성수지이다.

## 이점
폴리에스테르 수지를 사용하면 다음과 같은 이점이 있다.
1. 물과 다양한 화학물질에 대한 적절한 저항
2. 풍화에 대한 적절한 저항
3. 저비용
4. 폴리에스테르는 온도를 최대 80 °C까지 견딜 수 있다.
5. 폴리에스테르는 유리섬유에 잘 젖는다.

## 사용상의 주의
수지의 종류에 따라서 가사(可使) 시간에 장단점이 있으므로 사용될 수지의 경화(硬化)의 특성을 미리 검토하여 둔다. 충전재(充塡材), 안료의 종류와 양에 의해서도 영향을 받아서 경화시간이 불안정하므로 시작(試作)하여 본다. 온도가 상온보다 10도 상승하면 가사시간은 대체로 절반이 된다. 촉매는 불안전한 유기과산화물이므로 절대로 화기, 직사일광을 피하고, 어둡고 온도가 낮은 곳에 저장해야 한다.
촉매제와 촉진제를 직접 또는 동시에 혼합하면 폭발 분해한다. 수지에 첨가할 때는 한쪽을 완전히 휘저어 용해시킨 다음 다른 쪽을 가한다. 금속성의 그릇은 사용하지 않도록 한다. 수지는 완전히 경화되었을 때 비로소 수지의 성능이 발휘된다. 경화에 필요한 시간은 촉매, 촉진제의 첨가량 및 온도조건에 따라서 다르지만, 촉매 및 촉진제의 첨가량이 많고 온도가 높을수록 경화시간은 단축된다.

## 같이 보기
- 폴리에스테르